# Prix Francqui

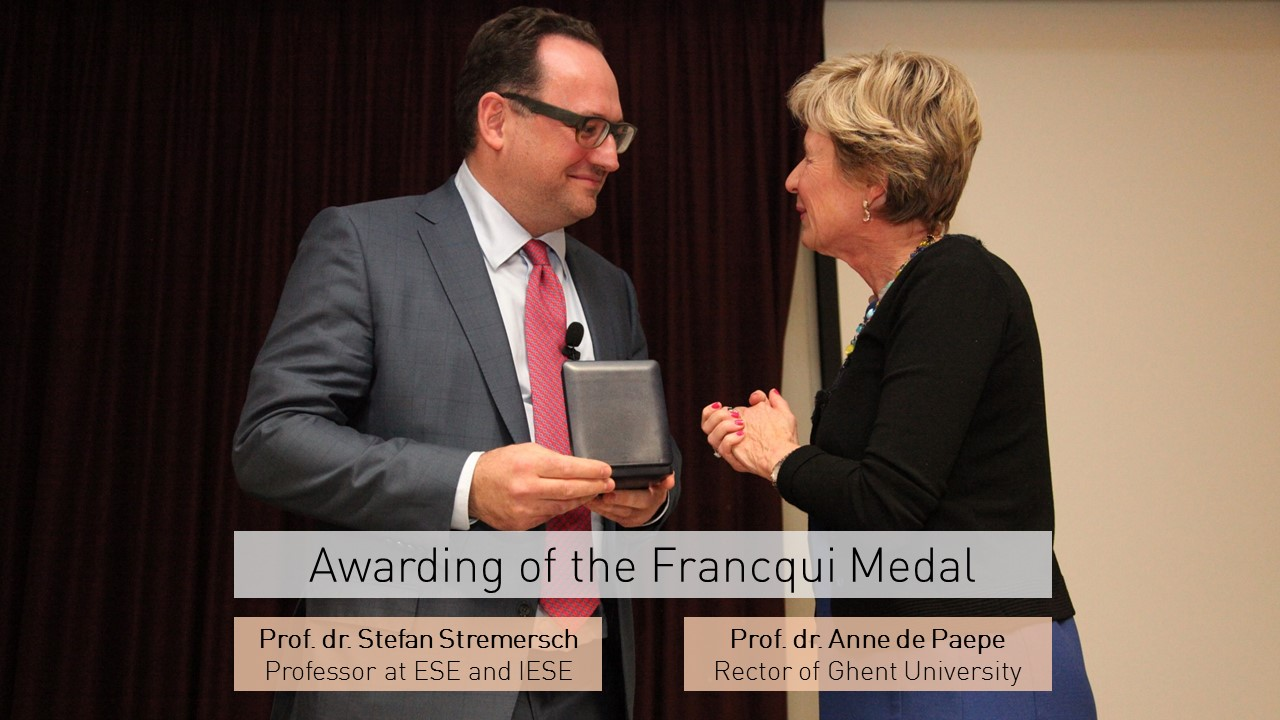
Remise du prix Francqui par et en 2015.

Le prix Francqui est une récompense belge décernée annuellement depuis 1933 par la Fondation Francqui à un scientifique belge qui a apporté à la science une contribution importante, dont la valeur a augmenté le prestige de la Belgique. Ce prix doit être considéré comme un encouragement pour un jeune scientifique, plutôt que comme le couronnement d'une carrière. C'est la raison pour laquelle une limite d'âge a été fixée à 50 ans. Le montant du prix Francqui s'élève à 250 000 €.
Ce prix a été fondé notamment par Émile Francqui et le président américain Herbert Hoover.

## Lauréats
| Légende                           |
| --------------------------------- |
| Sciences exactes                  |
| Sciences humaines                 |
| Sciences biologiques et médicales |

| Année | Nom du lauréat                                                      | Discipline/thème de recherche                                                                    | Institution                                          |
| ----- | ------------------------------------------------------------------- | ------------------------------------------------------------------------------------------------ | ---------------------------------------------------- |
| 1933  | Henri Pirenne                                                       | Histoire                                                                                         | Université de Gand                                   |
| 1934  | Georges Lemaître                                                    | Astrophysique                                                                                    | Université catholique de Louvain                     |
| 1936  | Franz Cumont                                                        | Philologie classique                                                                             | Université de Gand                                   |
| 1938  | Jacques Errera                                                      | Sciences nucléaires                                                                              | Université libre de Bruxelles                        |
| 1940  | Pierre Nolf                                                         | Biologie-Pathologie                                                                              | Université de Liège                                  |
| 1946  | François Louis Ganshof                                              | Histoire de Louvain                                                                              | Université de Gand                                   |
| 1946  | Frans-H. van den Dungen                                             | Sciences exactes - Sciences appliquées                                                           | Université libre de Bruxelles                        |
| 1946  | Marcel Florkin                                                      | Biochimie - Chimie physiologique                                                                 | Université de Liège                                  |
| 1948  | Léon H. Dupriez                                                     | Sciences économiques - Philosophie économique                                                    | Université catholique de Louvain                     |
| 1948  | Marc de Hemptinne                                                   | Spectrologie moléculaire                                                                         | Université catholique de Louvain                     |
| 1948  | Zénon Bacq                                                          | Sciences biologiques et médicales - Physiopathologie                                             | Université de Liège                                  |
| 1948  | Pol Swings                                                          | Sciences physiques - Spectroscopie                                                               | Université de Liège                                  |
| 1948  | Jean Brachet                                                        | Biologie - Biophysique                                                                           | Université libre de Bruxelles                        |
| 1949  | Léon Rosenfeld                                                      | Sciences nucléaires                                                                              | Université de Liège                                  |
| 1950  | Paul Harsin                                                         | Philosophie et lettres                                                                           | Université de Liège                                  |
| 1951  | Henri Koch                                                          | Biologie                                                                                         | Université catholique de Louvain                     |
| 1952  | Florent Bureau                                                      | Mathématiques                                                                                    | Université de Liège                                  |
| 1953  | Claire Préaux                                                       | Philologie classique                                                                             | Université libre de Bruxelles                        |
| 1953  | Étienne Lamotte                                                     | Philosophie classique - Orientalisme                                                             | Université catholique de Louvain                     |
| 1954  | Raymond Jeener                                                      | Virologie                                                                                        | Université libre de Bruxelles                        |
| 1955  | Ilya Prigogine                                                      | Biochimie                                                                                        | Université libre de Bruxelles                        |
| 1956  | Louis Remacle                                                       | Philologie                                                                                       | Université de Liège                                  |
| 1957  | Lucien Massart                                                      | Enzymologie                                                                                      | Université de Gand                                   |
| 1958  | Léon van Hove                                                       | Physique                                                                                         | Université d'Utrecht                                 |
| 1959  | Gérard Garitte                                                      | Philologie                                                                                       | Université catholique de Louvain                     |
| 1960  | Christian de Duve                                                   | Biologie                                                                                         | Université catholique de Louvain                     |
| 1961  | Adolphe Van Tiggelen (en)                                           | Chimie                                                                                           | Université catholique de Louvain                     |
| 1961  | Jules Duchesne                                                      | Chimie                                                                                           | Université de Liège                                  |
| 1962  | Chaïm Perelman                                                      | Droit                                                                                            | Université libre de Bruxelles                        |
| 1963  | Hubert Chantrenne                                                   | Biologie moléculaire                                                                             | Université libre de Bruxelles                        |
| 1964  | Paul Ledoux                                                         | Astronomie                                                                                       | Université de Liège                                  |
| 1965  | Roland Mortier                                                      | Philologie                                                                                       | Université libre de Bruxelles                        |
| 1966  | Henri G. Hers                                                       | Physiologie                                                                                      | Université catholique de Louvain                     |
| 1967  | José J. Fripiat (en)                                                | Physique                                                                                         | Université catholique de Louvain                     |
| 1968  | Jules Horrent                                                       | Philologie                                                                                       | Université de Liège                                  |
| 1969  | Isidoor Leusen (en)                                                 | Physiologie                                                                                      | Université de Gand                                   |
| 1970  | Radu Bălescu                                                        | Physique statistique                                                                             | Université libre de Bruxelles                        |
| 1971  | Georges Thinès                                                      | Psychologie                                                                                      | Université catholique de Louvain                     |
| 1972  | Jean-Edouard Desmedt (en)                                           | Biologie                                                                                         | Université libre de Bruxelles                        |
| 1973  | Pierre Macq                                                         | Physique                                                                                         | Université catholique de Louvain                     |
| 1974  | Raoul van Caenegem                                                  | Histoire                                                                                         | Université de Gand                                   |
| 1975  | René Thomas                                                         | Génétique                                                                                        | Université libre de Bruxelles                        |
| 1976  | Walter Fiers (en)                                                   | Biologie moléculaire                                                                             | Université de Gand                                   |
| 1977  | Jacques Taminiaux                                                   | Philosophie                                                                                      | Université catholique de Louvain                     |
| 1978  | Jacques Nihoul                                                      | Biologie                                                                                         | Université de Liège                                  |
| 1979  | Joseph Schell                                                       | Microbiologie                                                                                    | Université de Gand                                   |
| 1980  | Jozef Ijsewijn                                                      | Philologie                                                                                       | Katholieke Universiteit Leuven                       |
| 1981  | André Trouet (en)                                                   | Biologie                                                                                         | Université catholique de Louvain                     |
| 1982  | François Englert                                                    | Physique théorique                                                                               | Université libre de Bruxelles                        |
| 1983  | Alexis Jacquemin                                                    | Droit économique                                                                                 | Université catholique de Louvain                     |
| 1984  | Désiré Collen (en)                                                  | Biologie moléculaire                                                                             | Katholieke Universiteit Leuven                       |
| 1985  | Amand Lucas                                                         | Sciences exactes - Physique théorique                                                            | FUNDP - Namur                                        |
| 1986  | Marc Wilmet                                                         | Linguistique                                                                                     | Université libre de Bruxelles                        |
| 1987  | Jacques Urbain (en)                                                 | Immunologie                                                                                      | Université libre de Bruxelles                        |
| 1988  | Pierre van Moerbeke                                                 | Sciences exactes - Mathématiques                                                                 | Université catholique de Louvain                     |
| 1989  | Pierre Pestieau                                                     | Économie                                                                                         | Université de Liège                                  |
| 1990  | Thierry Boon                                                        | Immunologie                                                                                      | Université catholique de Louvain                     |
| 1991  | Jean-Marie André                                                    | Sciences exactes - Chimie théorique appliquée                                                    | FUNDP - Namur                                        |
| 1992  | Géry van Outryve d'Ydewalle (en)                                    | Psychologie                                                                                      | Katholieke Universiteit Leuven                       |
| 1993  | Gilbert Vassart (en)                                                | Biologie                                                                                         | Université libre de Bruxelles                        |
| 1994  | Éric G. Derouane                                                    | Sciences exactes - Sciences chimiques : catalyse                                                 | FUNDP - Namur                                        |
| 1995  | Claude d'Aspremont Lynden                                           | Économie                                                                                         | Université catholique de Louvain                     |
| 1996  | Étienne Pays                                                        | Biologie                                                                                         | Université libre de Bruxelles                        |
| 1997  | Jean-Luc Brédas                                                     | Chimie des matériaux nouveaux                                                                    | Université de Mons-Hainaut                           |
| 1998  | Mathias Dewatripont                                                 | Économie                                                                                         | Université libre de Bruxelles                        |
| 1999  | Marc Parmentier                                                     | Biologie moléculaire                                                                             | Université libre de Bruxelles                        |
| 2000  | Marc Henneaux                                                       | Physique théorique                                                                               | Université libre de Bruxelles                        |
| 2000  | Éric Remacle & Paul Magnette                                        | Prix exceptionnel d'études européennes                                                           | Université libre de Bruxelles                        |
| 2001  | Philippe Van Parijs                                                 | Philosophie de la justice sociale                                                                | Université catholique de Louvain                     |
| 2002  | Peter Carmeliet                                                     | Génothérapie                                                                                     | Katholieke Universiteit Leuven                       |
| 2003  | Michel Van den Bergh                                                | Rapports entre l'algèbre et la géométrie                                                         | Université de Hasselt                                |
| 2004  | Marie-Claire Foblets                                                | Anthropologie                                                                                    | Université d'Anvers                                  |
| 2005  | Dirk Inzé                                                           | Biologie des systèmes de plantes                                                                 | Université de Gand                                   |
| 2006  | Pierre Gaspard                                                      | Physique statistique                                                                             | Université libre de Bruxelles                        |
| 2007  | François de Callataÿ                                                | Histoire de l'Antiquité                                                                          | Bibliothèque royale de Belgique                      |
| 2008  | Michel Georges                                                      | Génétique des caractéristiques complexes                                                         | Université de Liège                                  |
| 2009  | Éric Lambin                                                         | Géographie                                                                                       | Université catholique de Louvain                     |
| 2010  | François Maniquet                                                   | Économie                                                                                         | Université catholique de Louvain                     |
| 2011  | Pierre Vanderhaeghen                                                | Génétique médicale                                                                               | Université libre de Bruxelles                        |
| 2012  | Conny Aerts                                                         | Astérosismologie                                                                                 | Katholieke Universiteit Leuven                       |
| 2013  | Olivier De Schutter                                                 | Théorie de la gouvernance, droit international et européen des droits de l'homme, droit de l’UE. | Université catholique de Louvain                     |
| 2014  | Bart Lambrecht                                                      | Immunologie                                                                                      | Université de Gand                                   |
| 2015  | Stefaan Vaes                                                        | Mathématiques                                                                                    | Katholieke Universiteit Leuven                       |
| 2016  | Barbara Baert (nl)                                                  | Histoire de l'art, iconologie.                                                                   | Katholieke Universiteit Leuven                       |
| 2017  | Steven Laureys                                                      | Neurologie                                                                                       | Université de Liège                                  |
| 2018  | Frank Verstraete (en)                                               | Physique                                                                                         | Université de Gand                                   |
| 2019  | Laurens Cherchye (nl), Bram_De_Rock (nl) et Frederic Vermeulen (nl) | Économie                                                                                         | KU Leuven et Université libre de Bruxelles           |
| 2020  | Cédric Blanpain et Bart Loeys                                       | Recherche biomédicale fondamentale et translationnelle                                           | Université libre de Bruxelles et Université d'Anvers |
| 2021  | Michaël Gillon                                                      | Astronomie                                                                                       | Université de Liège                                  |
| 2022  | Veerle Rots                                                         | Préhistoire                                                                                      | Université de Liège                                  |
| 2023  | Sarah-Maria Fendt et Philippe Lemey                                 | Recherche biomédicale fondamentale et translationnelle                                           | KU Leuven                                            |

## Francqui Start-Up Grant
Depuis 2019, la Fondation Francqui accorde bisannuellement une bourse nommée « Start-Up Collen-Grant Francqui » dans le domaine biomédical, pour une durée de trois ans.
La bourse s’adresse à de jeunes chercheurs ou chercheuses de moins de 40 ans. Le titulaire de ce mandat a le titre de chargé de cours Collen-Francqui à l'université pour une durée de trois ans.
| Années    | Nom du lauréat                                                      | Discipline/thème de recherche | Institution                                                     |
| --------- | ------------------------------------------------------------------- | ----------------------------- | --------------------------------------------------------------- |
| 2019-2022 | Baptiste Barbot et Charlotte Scott                                  | Biomédecine                   | Université catholique de Louvain et Université de Gand          |
| 2020-2023 | Henry-François Renard, Damya Laoui, Shoubhik Das et Sophie Laguesse | Biomédecine                   | Université de Namur, Université d'Anvers et Université de Liège |
| 2021-2024 | Kiavash Mohavedi et Werend Boesmans                                 | Biomédecine                   | Vrije universiteit Brussel et Universiteit Hasselt              |
| 2022-2025 | Atilgan Yilmaz et Rose Bruffaerts                                   | Biomédecine                   | KU Leuven                                                       |
| 2023-2026 | Marc Hennequart et Laura Symul                                      | Biomédecine                   | Université de Namur et Université catholique de Louvain         |